# Ијан Бејкер
Ијан Бејкер (енгл. Ian Baker; Вашингтон, 9. фебруар 1993) је амерички кошаркаш. Игра на позицији плејмејкера, а тренутно наступа за Саут Беј лејкерсе.

## Каријера
Дана 1. августа 2017. потписао је двогодишњи уговор са Партизаном.